# Calcio Fiorentino
Calcio Fiorentino var en tidig variant av fotboll som hade sitt ursprung på Apenninska halvön under 1500-talet. Spelets vagga är Piazza Santa Croce i Florens, som blev känd som giuoco del calcio fiorentino ("Florentinskt sparkspel") eller bara calcio ("spark").
De första officiella reglerna publicerades 1580 av Giovanni de' Bardi, en florentinsk greve. Precis som romersk harpastum, bestod lagen av 27 spelare, och både fötter och händer användes. Mål kan göras genom att kasta bollen över en angiven plats på kanten av planen. Spelplanen bestod av en stor sandhög, med mål på varje sida. Det finns en huvuddomare, sex linjedomare och en "fältmästare". Varje match varar i 50 minuter, där vinnarlaget är de som får flest poäng eller 'cacce'.
Ursprungligen var calcio främst för rika aristokrater, som spelade varje kväll mellan trettondedag jul och Påskfastan. Även påvar som Clemens VII, Leo XI och Urban VIII skall ha varit med och spelet. 
Sedan hade man inte spelat  på över 200 år, då man 1930 återigen började spela organiserade matcher. I dag spelas tre matcher varje år vid Piazza Santa Croce, den tredje veckan i juni. Slag och sparkar mot huvudet är numera förbjudna.

## Lag

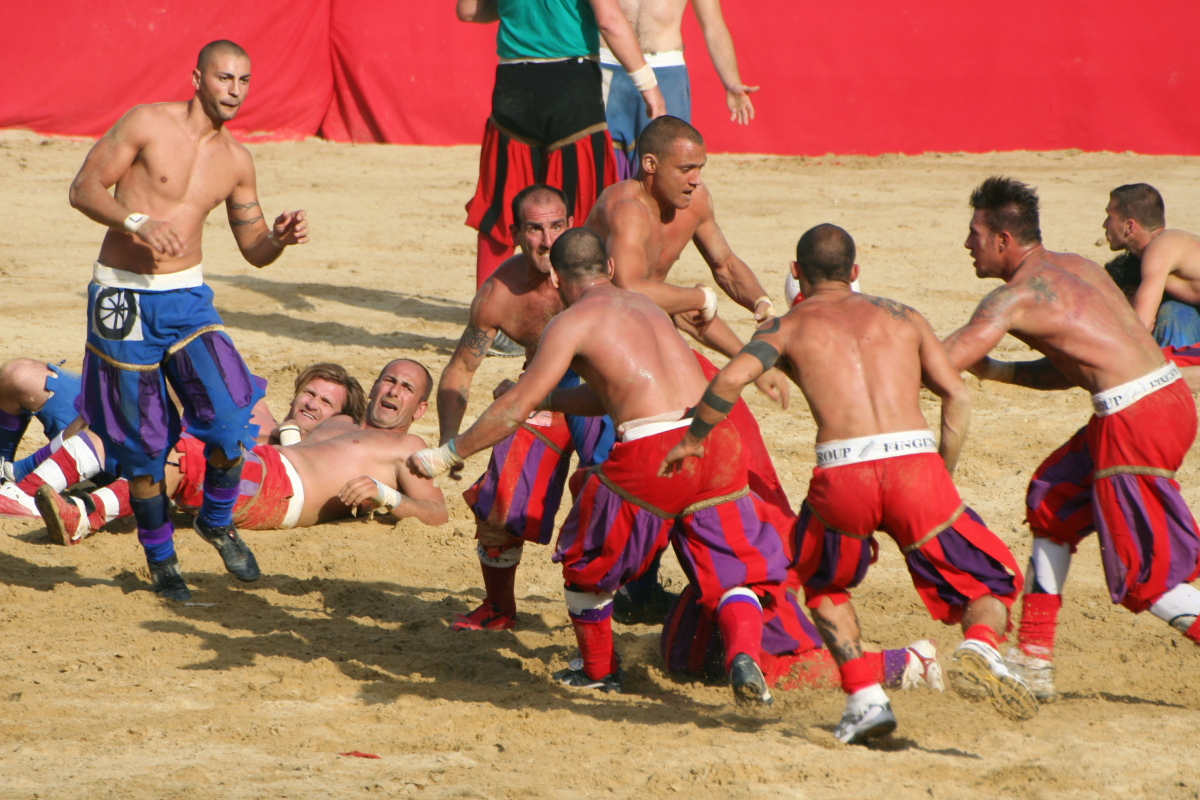
Match mellan Azzurri och Rossi 2008.

- Santa Croce / Azzurri (Blues)
- Santa Maria Novella / Rossi (Reds)
- Santo Spirito / Bianchi (Whites)
- San Giovanni / Verdi (Greens)

### Fotnoter
1. ↑  Halpern, J.  Balls and Blood, Sports Illustrated. Vol 109, No. 4: August 4, 2008, p. 42.
2. ↑  Bardi, Cosimo. Discorso sopra il giuoco del calcio fiorentino del Puro Accademico Alterato. In Firenze : nella Stamperia de' Giunti, 1580
3. 1 2 3  Halpern, J.  ibid, p. 42.